# Ernest Berner
«Ernest» Robert Berner (* 12. April 1904 in Bern; † 19. Februar 1966 in Zürich) war ein Schweizer Jazzpianist, Impresario und Publizist. In der Frühzeit des Schweizer Jazz war er Bruno Spoerri zufolge «einer der wichtigsten Musiker und Veranstalter der Schweiz».

## Leben und Wirken
Berner, der als kaufmännischer Lehrling zugleich Konservatoriumsschüler war, spielte bereits früh in kleinen Salonorchestern und führte mit seiner Alice Jazz Band bereits in den frühen 1920er Jahren Jazzstücke auf. 1925 zog er als Modezeichner nach Paris, wo er aber nach kurzem eine Theater- und Musikagentur gründete und bei «einem Paul-Whiteman-Pianisten» Klavierunterricht nahm. Nach kurzer Zeit sprang er im Nachtclub Le Bœuf sur le Toit für den Pianisten Clément Doucet ein. 1931 kehrte er, nachdem die Agentur in eine finanzielle Schieflage gekommen war, nach Bern zurück. Dort war er als Programmgestalter für das Dancing Chikito tätig und trat dort auch als Pianist auf. 1932 wurde er für die internationale Zeitschrift Jazz deren Herausgeber für den deutschsprachigen Raum; er schrieb dort unter dem Pseudonym Roy Brooks.
Mit seiner Frau und seinem Sohn zog er 1933 nach Zürich, wo er das erste auf Jazz spezialisierte Musikgeschäft, The Jazz House, gründete. Im Folgejahr veranstaltete er das erste Schweizer Jazzkonzert mit Louis Armstrong, das in der Zürcher Tonhalle stattfand. Daneben war er immer wieder als Pianist tätig, u. a. bei Leo Laurent, und gründete eine eigene Band, die Berry’s (u. a. mit Drummer Berry Peritz, Gitarrist Billy Toffel und Bassist Fred Jaquillard). 1935 holte er Coleman Hawkins in die Schweiz und begleitete ihn mit dieser Band, spielte aber 1937 auch Aufnahmen im Trio mit Hawkins und Bassist René Bertschy ein. 1938 wurde Berner Herausgeber der Schweizer Filmzeitung, in der auch über Jazz berichtet wurde, zumeist durch seinen Mitarbeiter Arthur Goepfert. Nach 1945 rückte die aktive Betätigung als Pianist in den Hintergrund. 1953 verkaufte er die Filmzeitung. 1951 unterstützte er seinen Sohn André (* 1926) beim Start des Zürcher Amateur-Jazzfestivals und wirkte dort bis 1960 als Jurymitglied mit. Aufgrund seiner Verehrung für Ernest Hemingway wurde er «Ernest» genannt.

## Diskographische Hinweise
- Coleman Hawkins & the Berry’s (Parlophone, 1936)